# یوری اوزاروف (بازیکن بسکتبال)
یوری اوزاروف (روسی: Юрий Викторович Озеров؛ ۵ ژوئیهٔ ۱۹۲۸ – ۲۵ فوریهٔ ۲۰۰۴) بازیکن بسکتبال اهل اتحاد جماهیر شوروی سوسیالیستی بود.